# Liste der Bodendenkmäler in Schnaittenbach
Auf dieser Seite sind die Bodendenkmäler in der Oberpfälzer Stadt Schnaittenbach zusammengestellt. Diese Tabelle ist eine Teilliste der Liste der Bodendenkmäler in Bayern. Grundlage ist die Bayerische Denkmalliste, die auf Basis des Bayerischen Denkmalschutzgesetzes vom 1. Oktober 1973 erstmals erstellt wurde und seither durch das Bayerische Landesamt für Denkmalpflege geführt wird. Die folgenden Angaben ersetzen nicht die rechtsverbindliche Auskunft der Denkmalschutzbehörde.

## Bodendenkmäler der Gemeinde Schnaittenbach

### Bodendenkmäler in der Gemarkung Forst
| Lage                            | Objekt | Akten-Nr.     | Bild |
| ------------------------------- | --- | ------------- | ---- |
| Forst Schnaittenbach (Standort) | Untertägige Befunde des spätmittelalterlichen und frühneuzeitlichen Eisenhammers Unterschnaittenbach sowie des zugehörigen Hammerschlosses. | D-3-6438-0039 |      |

### Bodendenkmäler in der Gemarkung Kemnath a.Buchberg
| Lage                                         | Objekt | Akten-Nr.     | Bild |
| -------------------------------------------- | --- | ------------- | ---- |
| Kemnath a.Buchberg Schnaittenbach (Standort) | Mittelalterlicher Burgstall. | D-3-6438-0009 |      |
| Kemnath a.Buchberg Schnaittenbach (Standort) | Vorgeschichtlicher Bestattungsplatz mit ehemals mindestens drei Grabhügeln und Grabfunden der Hallstattzeit. | D-3-6438-0010 |      |
| Kemnath a.Buchberg Schnaittenbach (Standort) | Archäologische Befunde und Funde im Bereich der katholischen Pfarrkirche St. Margaretha und Wenzeslaus in Kemnath a.Buchberg, darunter die Spuren von Vorgängerbauten bzw. älteren Bauphasen und der aufgelassene historische Ortsfriedhof. | D-3-6438-0046 |      |
| Kemnath a.Buchberg Schnaittenbach (Standort) | Untertägige Befunde im Bereich der katholischen Kapelle St. Sebastian bei Kemnath a.Buchberg. | D-3-6438-0072 |      |

### Bodendenkmäler in der Gemarkung Rottendorf
| Lage                              | Objekt                               | Akten-Nr.     | Bild |
| --------------------------------- | ------------------------------------ | ------------- | ---- |
| Rottendorf Schmidgaden (Standort) | Mittelalterliche Wüstung Wetterdorf. | D-3-6538-0086 |      |

### Bodendenkmäler in der Gemarkung Schnaittenbach
| Lage                      | Objekt | Akten-Nr.     | Bild           |
| ------------------------- | --- | ------------- | -------------- |
| Schnaittenbach (Standort) | Mittelalterlicher Burgstall Schlössl. | D-3-6438-0012 |                |
| Schnaittenbach (Standort) | Verebneter mittelalterlicher Turmhügel Kellerhübl. | D-3-6438-0019 | weitere Bilder |
| Schnaittenbach (Standort) | Mittelalterlicher Turmhügel im Bereich der mittelalterlichen Wüstung Höflas. | D-3-6438-0020 |                |
| Schnaittenbach (Standort) | Archäologische Befunde und Funde im Bereich der katholischen Pfarrkirche St. Vitus in Schnaittenbach, darunter die Spuren von Vorgängerbauten und älteren Bauphasen sowie der aufgelassene historische Ortsfriedhof. | D-3-6438-0036 |                |
| Schnaittenbach (Standort) | Archäologische Befunde und Funde des Mittelalters und der frühen Neuzeit im historischen Stadtkern von Schnaittenbach.                                                                                               | D-3-6438-0037 |                |
| Schnaittenbach (Standort) | Archäologische Befunde und Funde im Bereich des ehemaligen Schlosses und spätmittelalterlichen sowie neuzeitlichen Eisenhammers Holzhammer.                                                                          | D-3-6438-0038 |                |
| Schnaittenbach (Standort) | Untertägige Befunde der abgegangenen Marktbefestigung von Schnaittenbach mit Ringmauer, drei Toren und Graben. | D-3-6438-0042 |                |